# Canelones (departman)
Departman Canelones (španjolski Departamento de Canelones) je departman na jugu Urugvaja. Zauzima 4.536 četvornih kilometara na kojima je prema popisu iz 2011. godine živjelo 520.187 stanovnika. Središte departmana je Canelones.
Departman je uspostavljen 1830. godine, kao jedan od prvih 9 urugvajskih departmana. Tijekom nastajanja ostalih 10 departmana, granice departmana su se malo promijenile. Prema površini Canelones je najmanji urugvajski departman.
Poljoprivreda je najvažnija gospodarska djelatnost kraja, a najrašireniji je uzgoj grožđa za dobivanje vina i sirupa.

## Stanovništvo i demografija
Prema popisu stanovništva iz 2011. godine na području departmana živi 520.187 stanovnika (253.124 muškaraca i 267.063 žena) u 222.193 kućanstava.
- Prirodna promjena: + 1,095‰
  - Natalitet: 14,83‰
  - Mortalitet: 8,45‰
- Prosječna starost: 32,9 godine 
  - Muškarci: 31,4 godine
  - Žene: 34,3 godine
- Očekivana životna dob: 76,37 godina
  - Muškarci: 72,95 godine
  - Žene: 80,00 godina
- Prosječni BDP po stanovniku: 10.015 urugvajskih pesosa mjesečno

Izvor: Statistička baza podataka 2010.

## Vanjske poveznice
- (šp.) Službene stranice
- (šp.) Urugvajska zemljopisna enciklopedija - Canelones
- (šp.) Karta općina u departmanu Canelones